# Élections législatives de 1968 en Loir-et-Cher
Les élections législatives françaises de 1968 se déroulent les 23 et 30 juin 1968. Dans le département de Loir-et-Cher, trois députés sont à élire dans le cadre de trois circonscriptions.

## Élus
| Circonscription | Député sortant | Parti | Parti       | Député élu ou réélu | Parti | Parti |
| --------------- | -------------- | ----- | ----------- | ------------------- | ----- | ----- |
| 1re             | Pierre Sudreau |       | CD          | Pierre Sudreau      |       | CD    |
| 2e              | Kléber Loustau |       | FGDS (SFIO) | Roger Corrèze       |       | UDR   |
| 3e              | Gérard Yvon    |       | FGDS (SFIO) | Paul Cormier        |       | CD    |

## Résultats

### Résultats à l'échelle du département
| Parti          | Parti                                           | Premier tour | Premier tour | Second tour | Second tour | Sièges |
| Parti          | Parti                                           | Voix         | %            | Voix        | %           | Sièges |
| -------------- | ----------------------------------------------- | ------------ | ------------ | ----------- | ----------- | ------ |
|                | Union pour la défense de la République          | 40 211       | 31,69        | 21 935      | 17,48       | 1      |
|                | Républicains indépendants                       | 3 848        | 3,03         |             |             | 0      |
|                | Union des républicains de progrès               | 44 059       | 34,72        | 21 935      | 17,48       | 1      |
|                |                                                 |              |              |             |             |        |
|                | Section française de l'Internationale ouvrière  | 28 577       | 22,52        | 39 718      | 31,65       | 0      |
|                | Parti radical                                   | 3 276        | 2,48         |             |             | 0      |
|                | Fédération de la gauche démocrate et socialiste | 31 853       | 25,10        | 39 718      | 31,65       | 0      |
|                |                                                 |              |              |             |             |        |
|                | Progrès et démocratie moderne                   | 27 822       | 21,93        | 51 069      | 40,70       | 2      |
|                | Parti communiste français                       | 21 026       | 16,57        | 12 764      | 10,17       | 0      |
|                | Parti socialiste unifié                         | 2 132        | 1,68         |             |             | 0      |
|                |                                                 |              |              |             |             |        |
| Inscrits       | Inscrits                                        | 162 260      | 100,00       | 162 234     | 100,00      | 3      |
| Abstentions    | Abstentions                                     | 32 835       | 20,24        | 33 328      | 20,54       |        |
| Votants        | Votants                                         | 129 425      | 79,76        | 128 906     | 79,46       |        |
| Blancs et nuls | Blancs et nuls                                  | 2 533        | 1,96         | 3 420       | 2,65        |        |
| Exprimés       | Exprimés                                        | 126 892      | 98,04        | 125 486     | 97,35       |        |

### Résultats par circonscription

#### Première circonscription (Blois)
| Candidat       | Candidat                     | Parti          | Premier tour | Premier tour | Second tour | Second tour |  |
| Candidat       | Candidat                     | Parti          | Voix         | %            | Voix        | %           |  |
| -------------- | ---------------------------- | -------------- | ------------ | ------------ | ----------- | ----------- |  |
|                | Pierre Sudreau sortant réélu | CD (PDM)       | 19 371       | 41,12        | 30 854      | 70,74       |  |
|                | Jean-François Deniau         | UDR (URP)      | 12 815       | 27,21        | Retrait     | Retrait     |  |
|                | René Piquet                  | PCF            | 9 509        | 20,19        | 12 764      | 29,26       |  |
|                | Charles Diard                | FGDS (Radical) | 3 276        | 6,95         |             |             |  |
|                | Jean Billeau                 | PSU            | 2 132        | 4,53         |             |             |  |
|                |                              |                |              |              |             |             |  |
| Inscrits       | Inscrits                     | Inscrits       | 60 170       | 100,00       | 60 157      | 100,00      |  |
| Abstentions    | Abstentions                  | Abstentions    | 12 290       | 20,43        | 14 636      | 24,33       |  |
| Votants        | Votants                      | Votants        | 47 880       | 79,57        | 45 521      | 75,67       |  |
| Blancs et nuls | Blancs et nuls               | Blancs et nuls | 777          | 1,62         | 1 903       | 4,18        |  |
| Exprimés       | Exprimés                     | Exprimés       | 47 103       | 98,38        | 43 618      | 95,82       |  |

#### Deuxième circonscription (Romorantin-Lanthenay)
| Candidat       | Candidat               | Parti          | Premier tour | Premier tour | Second tour | Second tour |  |
| Candidat       | Candidat               | Parti          | Voix         | %            | Voix        | %           |  |
| -------------- | ---------------------- | -------------- | ------------ | ------------ | ----------- | ----------- |  |
|                | Roger Corrèze élu      | UDR (URP)      | 19 934       | 47,6         | 21 935      | 51,08       |  |
|                | Kléber Loustau sortant | FGDS (SFIO)    | 15 188       | 36,27        | 21 008      | 48,92       |  |
|                | Bernard Paumier        | PCF            | 6 755        | 16,13        | Retrait     | Retrait     |  |
|                |                        |                |              |              |             |             |  |
| Inscrits       | Inscrits               | Inscrits       | 53 377       | 100,00       | 53 370      | 100,00      |  |
| Abstentions    | Abstentions            | Abstentions    | 10 625       | 19,91        | 9 845       | 18,45       |  |
| Votants        | Votants                | Votants        | 42 752       | 80,09        | 43 525      | 81,55       |  |
| Blancs et nuls | Blancs et nuls         | Blancs et nuls | 875          | 2,05         | 582         | 1,34        |  |
| Exprimés       | Exprimés               | Exprimés       | 41 877       | 97,95        | 42 943      | 98,66       |  |

#### Troisième circonscription (Vendôme)
| Candidat       | Candidat               | Parti          | Premier tour | Premier tour | Second tour | Second tour |  |
| Candidat       | Candidat               | Parti          | Voix         | %            | Voix        | %           |  |
| -------------- | ---------------------- | -------------- | ------------ | ------------ | ----------- | ----------- |  |
|                | Gérard Yvon sortant    | FGDS (SFIO)    | 13 389       | 35,32        | 18 710      | 48,07       |  |
|                | Paul Cormier élu       | CD (PDM)       | 8 451        | 22,29        | 20 215      | 51,93       |  |
|                | Charles-Bernard Dufour | UDR (URP)      | 7 462        | 19,68        | Retrait     | Retrait     |  |
|                | Jacques Pejot          | PCF            | 4 762        | 12,56        |             |             |  |
|                | Christian Desjardins   | RI             | 3 848        | 10,15        |             |             |  |
|                |                        |                |              |              |             |             |  |
| Inscrits       | Inscrits               | Inscrits       | 48 713       | 100,00       | 48 707      | 100,00      |  |
| Abstentions    | Abstentions            | Abstentions    | 9 920        | 20,36        | 8 847       | 18,16       |  |
| Votants        | Votants                | Votants        | 38 793       | 79,64        | 39 860      | 81,84       |  |
| Blancs et nuls | Blancs et nuls         | Blancs et nuls | 881          | 2,27         | 935         | 2,35        |  |
| Exprimés       | Exprimés               | Exprimés       | 37 912       | 97,73        | 38 925      | 97,65       |  |